# Čeče
Čeče so razloženo naselje, razdeljeno med trboveljsko in hrastniško občino.
Naselje je razdeljeno delno med občino Trbovlje in delno med občino Hrastnik. Po podatkih leta 2025 je v Čečah živelo 498 prebivalcev (185 – del Trbovlje, 313 – del Hrastnik). Na prevalu leži zaselek Potok s starodavno cerkvijo Sv. Katarine, ki se prvič omenja leta 1545. Na okrasju fasade je še viden fragment pozne gotike, cerkev je po poznejših prezidavah postala preprosta enoladijska stavba z baročno opremo. V vasi so trije rimski nagrobni spomeniki, od katerih je eden vzidan v cerkvi ter spomenik, posvečen padlim partizanom.

## Izvor krajevnega imena
Današnje krajevno ime verjetno temelji na narečnem občnem imenu čéča, ki se je razvil iz čŕča v pomenu senožet na izkrčeni zemlji. V starih listinah se kraj omenja leta 1763 Tschetsche. Do leta 1956 se je kraj imenoval tudi Sveta Katarina, po svetnici, ki ji je posvečena cerkev.